# Surján-patak
A Surján-patak a Zselicben ered, Bőszénfa délnyugati határában, Somogy vármegyében, mintegy 240 méteres tengerszint feletti magasságban. A patak forrásától kezdve keleti, majd északi irányban halad, majd Taszárnál éri el a Kapost.
A Surján-patak vízgazdálkodási szempontból a Kapos Vízgyűjtő-tervezési alegység működési területét képezi.
A patakba torkollik a Gálosfai-patak.

## Part menti települések
- Bőszénfa
- Gálosfa
- Hajmás
- Kaposgyarmat
- Cserénfa
- Szentbalázs
- Sántos
- Taszár